# Agfa Microflex

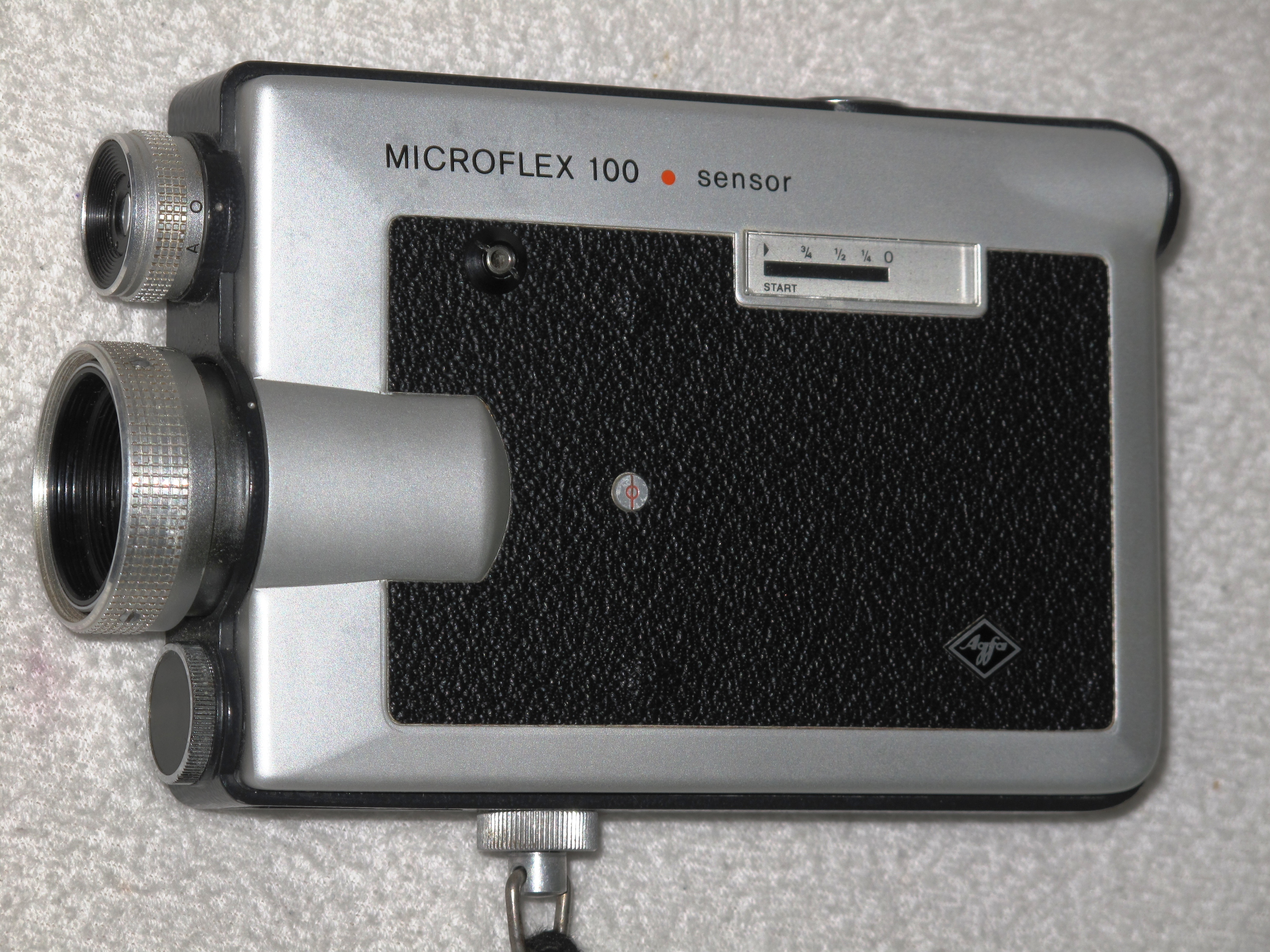
Agfa Microflex 100

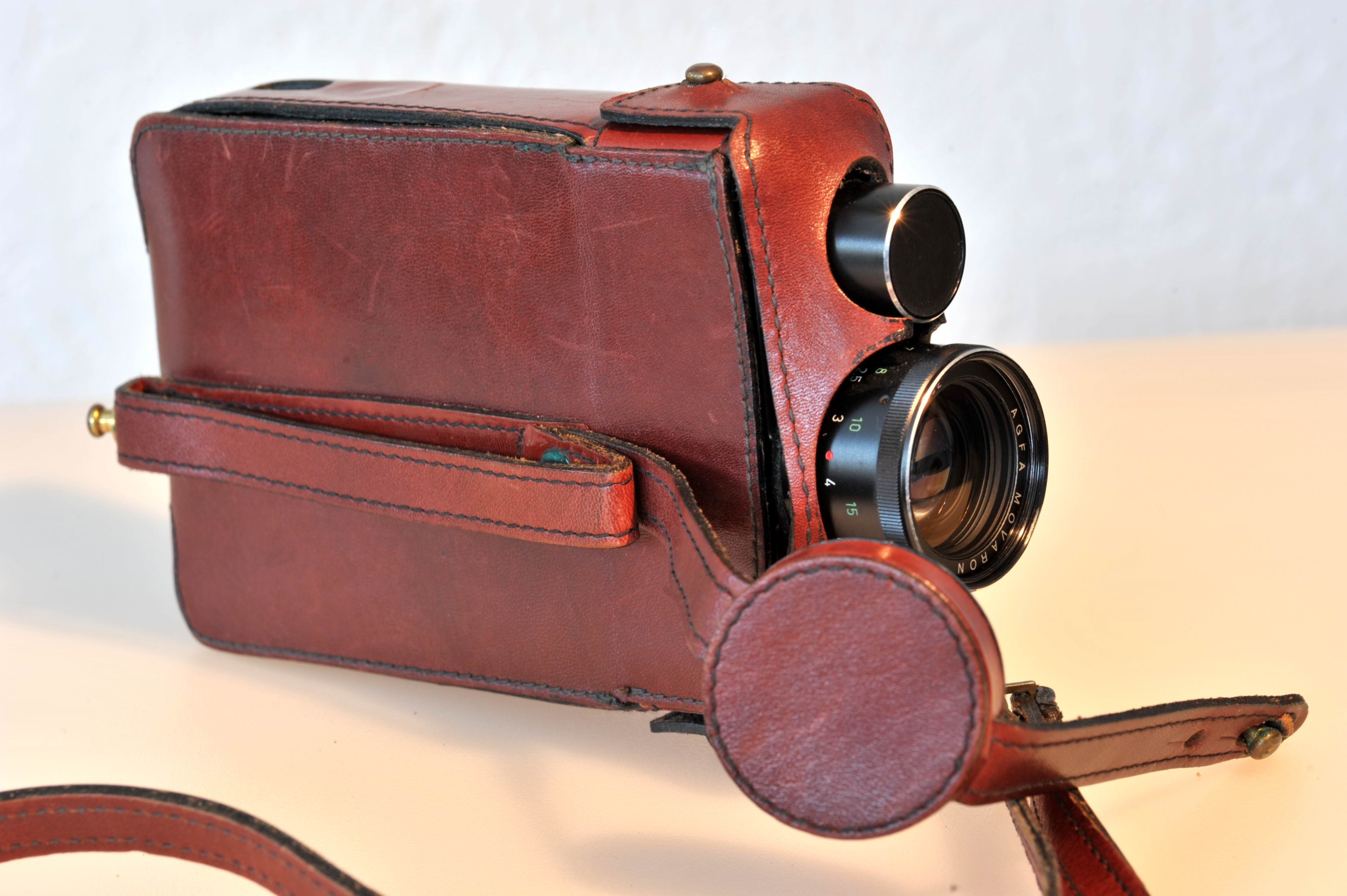
Agfa Microflex 300 in der Bereitschaftstasche

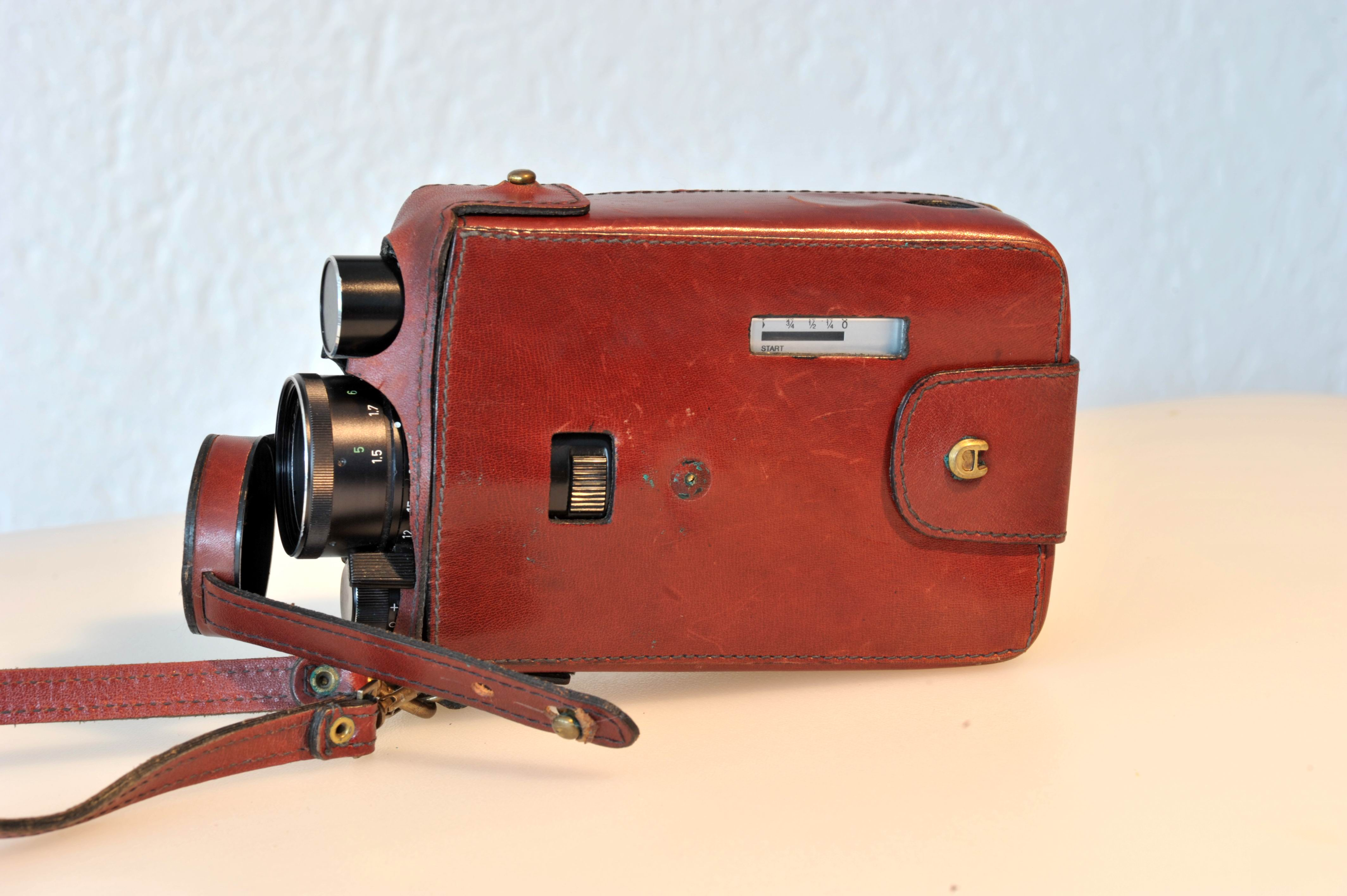
Agfa Microflex 300 in der Bereitschaftstasche

Bei der Agfa Microflex handelte es sich um die zum Zeitpunkt ihrer Vorstellung im Sommer 1969 kleinste Kamera für das System Super 8.

## Konstruktion

### Taschenkameras
Der technische Fortschritt erlaubte es Ende der 1960er Jahre, besonders kompakte Laufwerke in Großserie zu fertigen. Dies führte zu Taschenkameras, eine Entwicklung, die man bei Agfa sofort unterstützte, da man sich vom zusätzlichen Einsatzgebiet einer „Immer-dabei-Kamera“ einen zusätzlichen Absatz an Filmkassetten versprach – schließlich war es Grundidee aller Agfa-Kameras, den Filmabsatz zu steigern. Die Microflex erschien dann als kompakteste Super-8-Kamera auf dem Markt.

### Modellbezeichnung
Die Bezeichnung Microflex wich vollkommen von der Agfa-Tradition ab, die Schmalfilmkameras mit Movex zu bezeichnen. Das Micro im Namen deutet auf die Bedeutung hin, welche man sich von einer Taschenkamera versprach. Und -flex sollte jeden Eindruck vermeiden, es handele sich um eine Einfachkamera mit separaten Sucher. Tatsächlich zeigte der Sucher das vom Aufnahmeobjektiv eingefangene Bild.

### Design
Die Formgestaltung stammte von Schlagheck Schultes Design, jenem Studio, welches auch die Agfa-Fotokameras entwarf. So konnte man die Microflex auf den ersten Blick als Agfa-Kamera erkennen.
Dazu trug auch der Sensor-Auslöser bei. Diesen Auslöser hatte Agfa kurz zuvor eingeführt, um dem Verwackeln bei Fotokameras entgegenzuwirken. An einer Filmkamera brachte diese Eigenschaft naturgemäß keinen Nutzen, weswegen ihn die nachfolgenden Agfa-Schmalfilmkameras auch nicht mehr besaßen. Er zeigte dem Unkundigen mit seiner orangeroten Farbe lediglich deutlich, wo die Kamera in Gang gesetzt wird.
Die Microflex wurde in einer mit orangeroten Samt ausgeschlagenen Schatulle geliefert, die ebenfalls Schlagheck Schultes Design entworfen hatte. Eine Bereitschaftstasche aus braunem Leder, wie man sie von Fotokameras kannte, gab es als Zubehör.

### Technische Merkmale
Die Microflex wurde mit gerade einmal zwei Mignonzellen betrieben, was keinen Schnellgang erlaubte, sie lief stets mit 18 Bildern pro Sekunde. Ihre vollautomatische Belichtungssteuerung arbeitete mit einer CdS-Zelle. Das Gewicht der Kamera belief sich auf etwa 500 g gegenüber beispielsweise 1220 g für die Movexoom 2000. Das Gehäuse maß 15,4 cm × 9,6 cm × 3,4 cm; womit es nur minimal dicker ausfiel, als die verwendete Super-8-Kassette selbst mit ihren 23 mm.

## Modelle

### Microflex Sensor/Microflex 100 Sensor
1969 erschien von der Microflex zunächst nur ein Modell, weswegen es auf eine Zahl in der Modellbezeichnung verzichten konnte. Die Microflex Sensor kostete 498 DM und besaß ein Objektiv vom Typ Agfa Movaron mit f/1,9 und 10 mm bis 25 mm Brennweite, wobei der Zoom nur manuell funktionierte. Über dem Objektiv befand sich ein Fenster, dessen Fassung durch Drehen die Belichtungssteuerung einschaltete und hinter dem sich die CdS-Zelle befand. Unter dem Objektiv saßen hinter einer Rändelschraube die beiden Knopfzellen dafür. Im Sucher zeigte eine Blinkleuchte das Filmende an, Der Apparat kam aus dem Agfa Camerawerk München und besaß ein silberfarbenes Gehäuse mit schwarzer Belederung. Mit Erscheinen der Microflex 200 änderte sich der Name in Microflex 100, ohne dass sich sonst etwas änderte.

### Microflex 200 Sensor
Die 1970 vorgestellte Microflex 200 unterschied sich durch einen etwas erweiterten Brennweitenbereich, sie besaß ein Agfa Movaron f/2,0 mit 9 mm bis 30 mm Brennweite. Von der ersten Microflex unterschied sie sich außerdem mit ihrer Belichtungsmessung, deren CdS-Sensor nun nicht mehr hinter einem separaten Fenster saß, sondern die Helligkeit durch das Aufnahmeobjektiv bestimmte (TTL-Messung). Die Kamera ließ sich an ihrem schwarzen Gehäuse erkennen, eine Farbe, die sich in jenen Tagen bei professionellen Kameras durchsetzte. Die ersten Modelle wiesen noch die Knopfzellen für den Belichtungsmesser auf, später übernahmen dann die beiden Mignonzellen diese Aufgabe.

### Microflex 300 Sensor
Ein nochmals erweiterten Brennweitenbereich bot die Microflex 300 mit ihrem Agfa Movaron, f/1,9; 8 mm bis 32 mm Brennweite, welches zudem motorisch gezoomt werden konnte. Die 300 besaß ebenfalls das schwarze Gehäuse, sie kam aus japanischer Produktion und blieb noch bis 1977 im Programm.

## Zubehör
Mit der Cine Agfalux M bot Agfa eine Filmleuchte an, die mit einem speziellen Halten oben auf die Kamera aufgesetzt werden konnte. Sie arbeitete mit einer 600-W-Halogenlampe. Außerdem gab es zwei Nahlinsen, eine für den Bereich zwischen 1 m und 2 m, eine weitere für einen Abstand bis zu 47,5 cm, die insbesondere zum Erstellen von Filmtiteln gedacht war.